# Karolina Wiktor
Karolina Wiktor (ur. 1979) – polska artystka wizualna, w latach 2001–2010 tworzyła razem z Aleksandrą Kubiak duet performerski Grupa Sędzia Główny. Autorka blogów www.afazja.blogspot.com i www.poezjawizualna.blogspot.com, swoje doświadczenia opisała w poetyckiej biograficznej książce Wołgą przez Afazję, wydaną nakładem Korporacji Ha!art w 2014.

## Wybrane wystawy i akcje
- Rozdział III, w ramach 4 xperformance, Galeria BWA, Zielona Góra, 2002
- Telegra, program Noc artystów, TVP Kultura, 2005
- Wirus na Magnetyzmie serc (akcja) w reż. Grzegorza Jarzyny, Teatr Rozmaitości, 2006
- Spojrzenia 2007 (wystawa konkursowa)– Nagroda Fundacji Deutsche Bank, Zachęta, 2007
- Być jak Sędzia Główny, BWA Wrocław, Galeria Awangarda, 2010
- prace w kolekcjach m.in. Muzeum Narodowego w Warszawie, Zachęty – Narodowej Galerii Sztuki, Fundacji Signum w Poznaniu)[2].

## Nagrody
- Nagroda im. Katarzyny Kobro za rok 2016[3]